# Будинок Головної пошти (Львів)

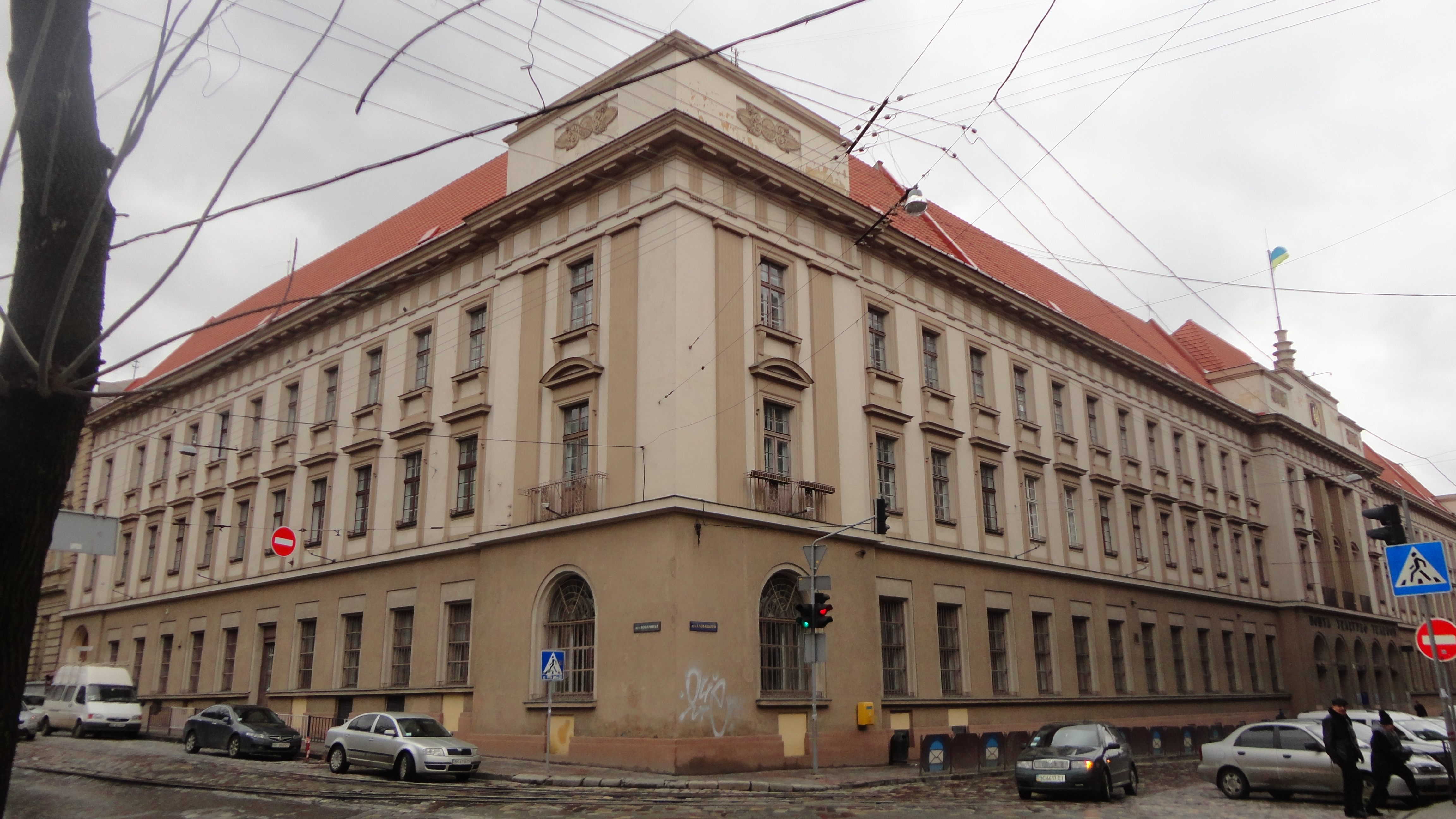
Вид з Вулиці Коперника

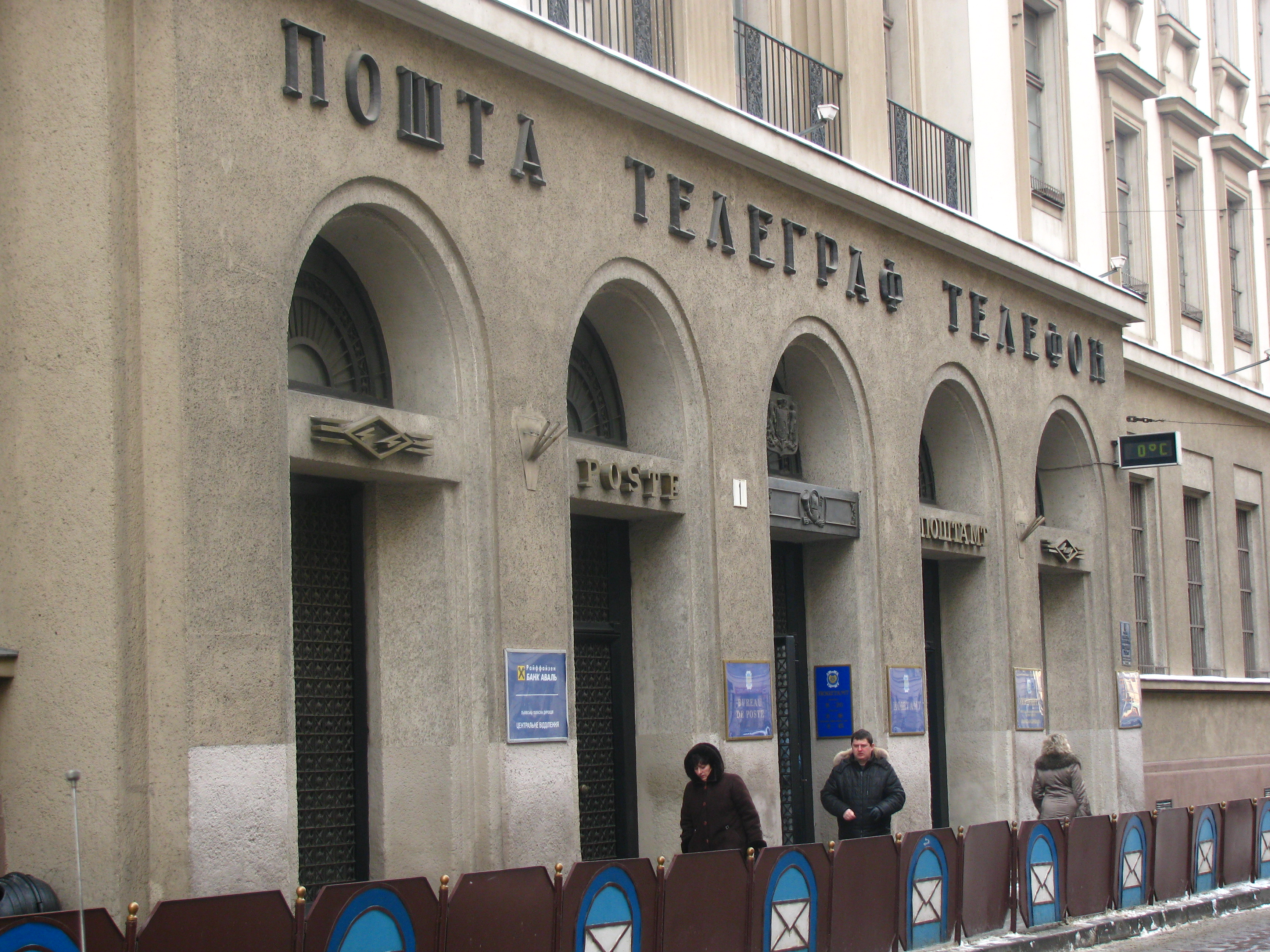

Будинок Головної пошти — адміністративна будівля на вулиці Словацького, 1 у Львові. Пам'ятка архітектури місцевого значення № 271-м.

## Опис
Триповерховий будинок, Е — подібний, видовжений по вулиці Словацького, фасад симетричний. Прямокутні вікна оформлені профільованими обрамленнями. В середині великий прямокутний вестибюль, з'єднаний зі сходовою кліткою. На другому поверсі по одній осі з вестибюлем операційний зал. Планування в бокових крилах — коридорне, з двостороннім розташуванням кімнат.

## Історія
У травні 1887 року за 60000 золотих ринських дирекція ц.-к. пошти придбала в керівництва греко-католицької семінарії «ґрунт» (земельну ділянку). Будинок збудований у 1887–1889 роках. Проєкт львівського архітектора Сильвестра Гавришкевича у стилі неоренесансу, який попередньо відкорегував у Відні архітектор Фрідріх Зетц. Нагляд за будівництвом здійснював Йозеф Браунзайс, роботи виконувала архітектурно-будівниче бюро Людвіка Балдвіна-Рамулта й Юліана Цибульського.
Під час українсько-польської війни тут відбувались запеклі бої, внаслідок чого будівлю сильно понищено. 1923 року за проектом Альфреда Захаревича та Євгена Червінського завершено перебудову, під час якої у центрі внутрішнього подвір'я добудовано флігель, замінено перекриття, переобладнано усі комунікації, фасади набули рис модернізованого класицизму. На аттиках з'явились стилізовані рельєфи, виконані ймовірно Юліушем Белтовським. У 1949–1950 роках проведено чергову реконструкцію, котра переважно торкнулась інтер'єрів. Наступна реконструкція відбулась у 1973–1975 роках за проектом Аполлона Ограновича. Скульптурні композиції інтер'єру розроблені Еммануїлом Миськом, вітражі — художником Ярославом Серветником. 1985 року проведено реставрацію фасаду.